# Real Club Deportivo de La Coruña
El Real Club Deportivo de La Coruña, popularment conegut com a Deportivo o Dépor, és un club de futbol de la ciutat de la Corunya, a Galícia. Es va fundar el 1906 i juga a la Segona Divisió.
És un dels nou equips que s'ha proclamat campió de Lliga, la temporada 1999-00. També ha estat subcampió en cinc ocasions i, després de 46 temporades a Primera, 20 d'elles consecutives (1991-2011), el club ocupa l'11è lloc a la classificació històrica de la categoria. També ha estat campió de la Copa del Rei en dues ocasions, els anys 1995 i 2002, i campió de la Supercopa en les tres ocasions que l'ha disputat (1995, 2000 i 2002). A nivell europeu, l'equip ha disputat cinc edicions de la Copa de la UEFA, una de la Recopa i cinc de la Lliga de Campions de manera consecutiva entre els anys 2000 i 2005, assolint les semifinals el 2004 i essent el sisè equip espanyol amb més participacions en la competició.
Històricament, el club va tenir dues èpoques de gran èxit: una entre 1992 i 1996, l'etapa en la qual es va conéixer com a Superdépor, i una altra entre 1999 i 2004, conegut com a Eurodépor. En l'àmbit social, és el vuitè equip amb més percentatge d'aficionats a Espanya, segons una enquesta del CIS de 2014. El seu màxim rival és el Celta de Vigo, amb el qual disputa el derbi gallec, conegut com a O Noso Derbi.

## Història

### Primers anys

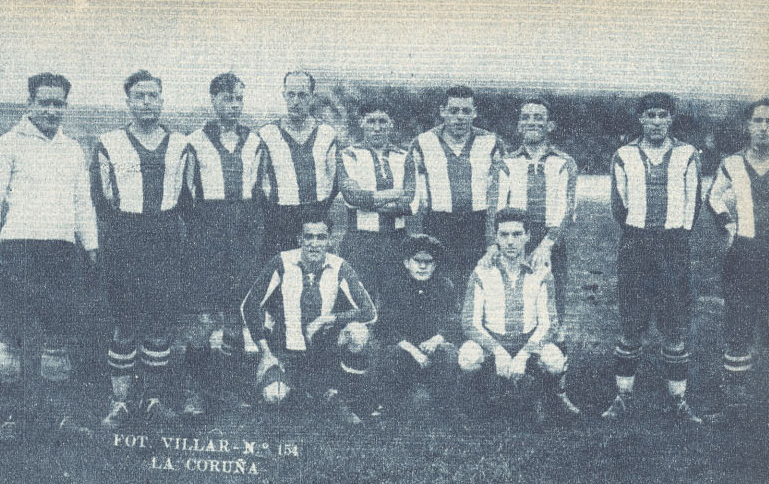
El Dépor l'any 1927

El Club Deportivo de la Sala Calvet es va fundar el 2 de març de 1906 per un grup d'alumnes d'aquest prestigiós gimnàs corunyès propietat de Federico Fernández-Amor Calvet, i el seu primer president va ser Luis Cornide Quiroga. Des de la seva fundació, el Deportivo va mantenir una gran rivalitat amb el Real Club Coruña. El 1909, el club va obtenir el títol de Reial, passant a anomenar-se Real Club Deportivo de la Sala Calvet. El 1910 va jugar la final de la Copa del Rei, disputada a Madrid en format triangular entre el Deportivo, el Barça i l'Español de Madrid. El 1911, el club canvia el seu nom pel de Real Club Deportivo de La Coruña. La rivalitat entre el Deportivo i el Coruña no para d'augmentar i la directiva deportivista decideix no jugar més partits contra el Coruña.
No obstant, el juliol de 1914, els jugadors del Deportivo decideixen unilateralment jugar dos partits contra el Coruña. La directiva no recolza la decisió, fet que provocà que els jugadors abandonin el club i fundin el Deportivo Fútbol Club Auténtico. El 1918, es produeix un acord i els jugadors dissolen el club escindit i tornen a l'estructura del Real Club Deportivo. Durant les següents temporades, el Deportivo participa en el Campionat de Galícia, torneig en el qual es va proclamar campió en sis ocasions fins que va ser suprimit el 1940.

### Inicis a la Lliga i ascens a Primera
El 1929 es va crear el campionat de Lliga i el Deportivo va quedar enquadrat al grup 1 de la Segona divisió, formada per deu equips. En la primera temporada que es va disputar el Dépor va acabar en vuitena posició. Va romandre a la categoria durant deu temporades fins que va aconseguir l'ascens a Primera divisió a la temporada 1940/41. L'any anterior ja havia estat campió del seu grup a Segona però no havia superat el partit de promoció d'ascens contra el Celta de Vigo (1-0). En el seu debut a Primera l'equip va acabar quart, destacant les victòries contra el Reial Madrid (1-0), el Celta de Vigo (4-0) i el FC Barcelona (1-0). El seu porter, Juan Acuña, va ser el menys golejat de la competició, fet que es va produir també la temporada següent.
La inauguració del nou Estadi de Riazor, el 1944 contra el València CF, va ser el preludi del descens del club a Segona. Després de diversos ascensos i descensos, el Deportivo va assolir el seu primer subcampionat de lliga a Primera divisió la temporada 1949-50, en la qual l'Atlètic de Madrid es va proclamar campió amb només un punt més que l'equip corunyès. En els anys següents, el Deportivo va mantenir la categoria amb tranquil·litat. El 1951 l'equip va fitxar els argentins Corcuera i Oswaldo, que juntament amb Franco, Moll i Tino, van formar la davantera coneguda com a "Orquestra Canaro", que marcaria 64 gols en 30 partits a la temporada 1950-51. El club va romandre a Primera fins a la temporada 1956-57. A la temporada 1961-62 va recuperar la categoria i tot i el bon inici de campanya, guanyant el Trofeu Teresa Herrera a un Benfica que era el vigent campió d'Europa, l'equip va baixar de categoria. Des d'aquell moment, l'equip va agafar la fama d'equip "ascensor" pels seus continus ascensos i descensos. Només a la temporada 1968-69 va aconseguir mantenir-se durant dos anys consecutius a la màxima categoria.

### Els pitjors anys

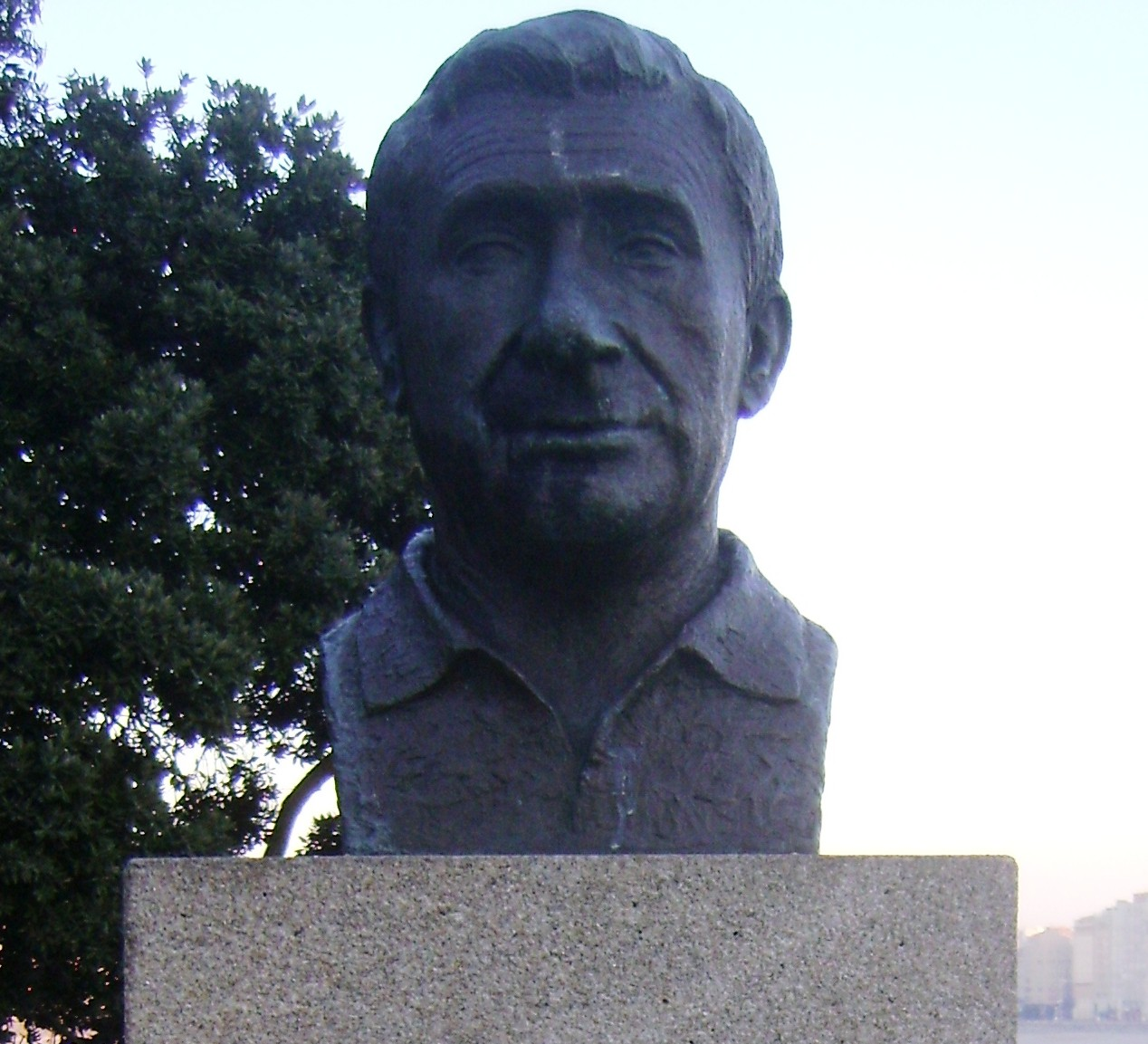
Escultura d'Arsenio Iglesias al costat de l'estadi de Riazor.

El 30 de desembre de 1970, amb l'equip a Segona, va arribar a la banqueta Arsenio Iglesias. Sota la seva direcció l'equip va pujar de nou a Primera, després d'acabar en tercera posició. Arsenio va aconseguir mantenir l'equip a Primera dues temporades. Després del descens, Arsenio va marxar a l'Hèrcules CF i el Deportivo no va tornar a jugar a Primera fins 18 anys més tard.
La temporada següent l'equip va tocar fons baixant a Tercera divisió després de perdre 2-0 al camp del Barakaldo CF el 26 de maig de 1974. El descens va provocar la dimissió del president, Manuel Sánchez Candamio, que havia estat molt criticat per la seva gestió. El pas per Tercera només va durar una temporada i amb José Antonio Irulegui l'equip es va proclamar campió i va tornar a Segona. A la temporada de retorn a la categoria de plata, el Deportivo va acabar cinquè. Des de llavors va començar una davallada que el va portar a la temporada 1979-80, després de cinc campanyes a Segona, a baixar a la Segona B, categoria creada recentment. Només hi va jugar una temporada i després d'acabar en segona posició va pujar de nou a Segona juntament amb el Celta de Vigo. Després de l'ascens van venir deu temporades consecutives a la divisió de plata.
No obstant, la situació econòmica del club, amb un deute que no parava de créixer des de feia anys i que assolia els 600 milions de pesetes, era complicada. D'altra banda, els resultats esportius no acompanyaven i la temporada 1987-88 l'equip va estar a punt de baixar de nou a Segona B, aconseguint la permanència a l'última jornada. En aquell moment es va produir un punt d'inflexió a la història del Deportivo, amb l'elecció d'Augusto César Lendoiro com a president en una assemblea celebrada el 13 de juny de 1988 al Col·legi dels Salesians. Lendoiro va donar els primers passos per portar l'equip a l'èxit, modernitzant la institució i fitxant jugadors de pes que van fer augmentar el nivell de l'equip. La tornada d'Arsenio Iglesias i la recuperació econòmica van portar l'equip a la segona posició l'any 1991, tornant a Primera divisió després de gairebé dues dècades. L'equip passaria llavors de ser un equip ascensor i proper a la desaparició, a un equip que anys més tard estaria al nivell dels millors d'Europa.

### El Superdépor

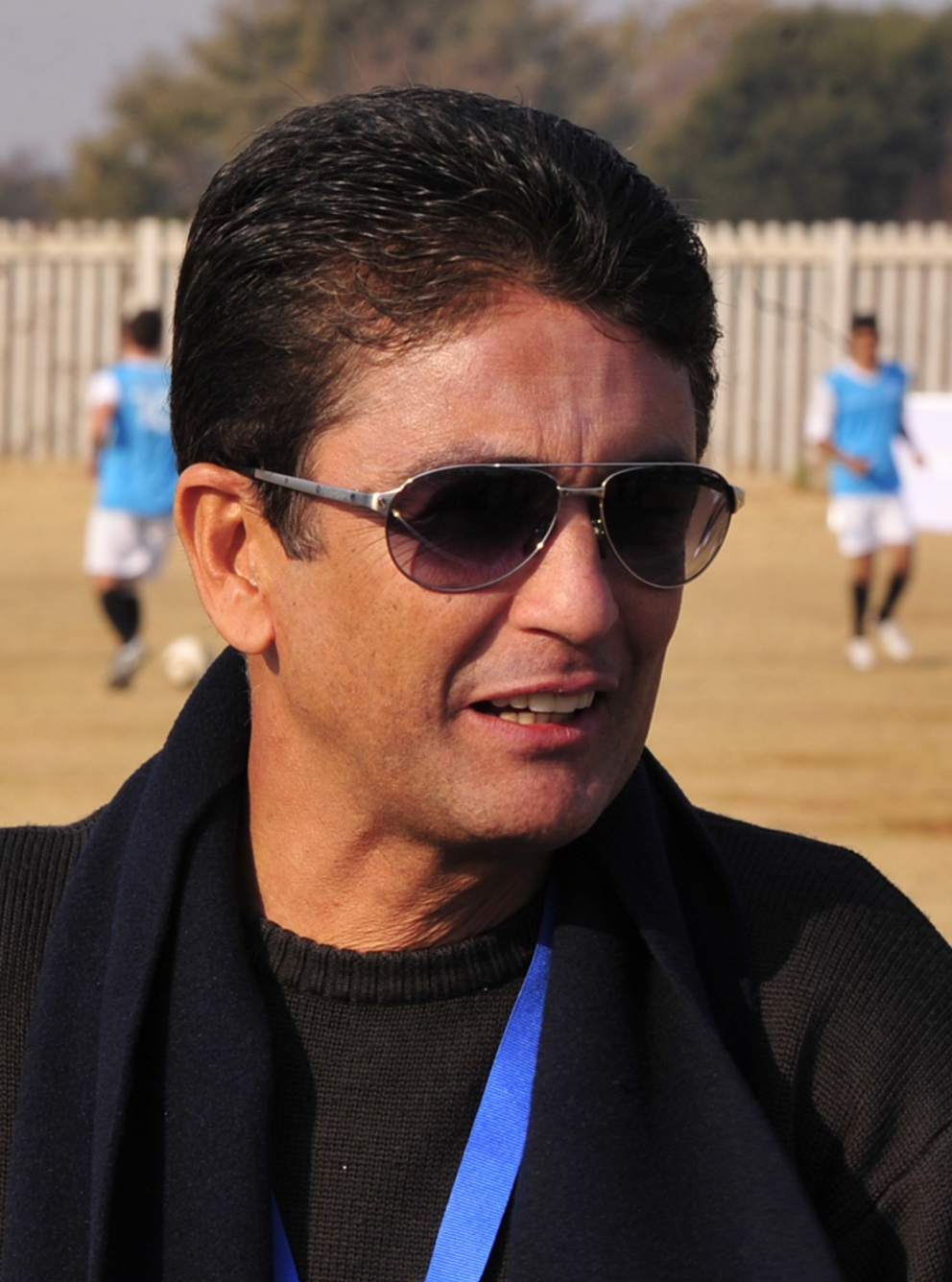
El brasiler Bebeto va ser un símbol del Superdépor.

Després d'una temporada de transició dirigida per Marco Antonio Boronat, que va ser substituït per Arsenio Iglesias per salvar l'equip del descens, a la temporada 1992-92 el club es va veure obligat a convertir-se en societat anònima esportiva. El club va dissenyar un model d'accions econòmicament assolibles i va primar els petits accionistes respecte els grans. Amb l'objectiu de no patir per salvar la categoria el club va fitxar els brasilers Bebeto i Mauro Silva i la seva tercera posició a la Lliga aquella temporada amb un bon joc va suposar el naixement de l'anomenat "Superdépor". Aquell tercer lloc va permetre a l'equip corunyès la seva primera classificació per a la Copa de la UEFA. Aquella temporada Bebeto va ser el màxim golejador amb 29 gols, convertint-se en el primer deportivista en conquerir el Trofeu Pitxitxi.
La temporada 1993-94 es va iniciar amb el debut del Dépor a la Copa de la UEFA a Dinamarca contra l'Aalborg BK, al que va superar per un 5-1 global. A la segona ronda va eliminar a l'Aston Villa, subcampió de la Premier League, per un global de 2-1. Finalment va caure a vuitens de final contra l'Eintracht Frankfurt alemany després de perdre els dos partits per 1-0. A la Lliga, el Deportivo va estar a punt de proclamar-se campió, després de mantenir-se al capdavant de la classificació durant la major part de la temporada. No obstant, l'última jornada el serbi Djukic va fallar un penal a l'últim minut del partit contra el València CF, que li va donar el títol al FC Barcelona, empatat a punts amb els herculins. A més, aquella temporada el Dépor va aconseguir el Trofeu Zamora amb Francisco Liaño, i és encara el millor equip defensiu de la història de la Lliga encaixant només 18 gols en 38 jornades, amb una mitjana de 0,474 gols per partit.
La temporada 1994-95 l'equip va acabar novament en segona posició a la Lliga i va arribar als vuitens de final de la Copa de la UEFA, on va caure eliminat pel Borussia Dortmund alemany. No obstant, el major èxit de la temporada va ser la consecució del primer títol de la història del Deportivo a nivell estatal, la Copa del Rei. L'equip va superar a Madrid al València CF per 2-1, en un partit que es va haver de suspendre a causa de la intensa pluja que va inundar l'estadi Santiago Bernabéu en els últims minuts i que es va reprendre uns dies després. Els autors dels gols de la final van ser Manjarín i Alfredo, en un equip on també jugaven Donato, Fran, Bebeto, Julio Salinas, Mauro Silva o Paco Jémez.
Abans de començar la temporada 1995-96 Arsenio va decidir retirar-se i va ser substituït pel gal·lès John Benjamin Toshack. La temporada va començar amb un nou títol, la Supercopa d'Espanya després de superar el Reial Madrid a doble partit. A més, el Dépor va arribar a les semifinals de la Recopa d'Europa, on va ser eliminat pel Paris Saint Germain, que aconseguiria el títol, per un doble 0-1. A la Lliga l'equip va acabar novè i Bebeto va decidir fitxar pel Flamengo brasiler. La temporada 1996-97 van arribar nous fitxatges estrangers com Rivaldo, Naybet o Songo'o amb els quals el Deportivo va acabar en tercera posició a la Lliga. A l'inici del campionat va batre tots els seus rècords, amb 17 jornades imbatut. No obstant, una mala ratxa de resultats va provocar la sortida de Toshack, que va ser substituït pel brasiler Carlos Alberto Silva.
La 1997-98, malgrat l'arribada de reforços com Djalminha o Luizão, va ser una mala temporada per l'equip, que va veure com el Barça comprava Rivaldo a pocs dies de l'inici de la Lliga, després de pagar la clàusula de 4.000 milions. L'equip va acabar 12è a la lliga i va ser eliminat de la Copa de la UEFA a la primera ronda per l'AJ Auxerre francès (2-1 i 0-0).

### L'Eurodépor
La temporada 1998-99 va arribar a la banqueta l'entrenador irundarra Javier Irureta, procedent del Celta de Vigo. També arriben en aquell moment jugadors com Manuel Pablo, Scaloni, Pauleta o Turu Flores entre d'altres. L'equip va acabar la temporada en sisena posició, classificant-se per la Copa de la UEFA i assolint les semifinals de la Copa del Rei, on va ser eliminat per l'Atlètic de Madrid (0-0, 1-0).
La temporada 1999-00 arribaria el primer i únic títol de Lliga del Deportivo. Després d'un bon començament de campionat entre els primers classificats, a la jornada 12 l'equip herculí va assolir la primera posició i ja no la va abandonar fins al final de la temporada. Gràcies a una bona ratxa d'imbatibilitat, els d'Irureta van arribar a tenir vuit punts d'avantatge respecte dels seus perseguidors. No obstant, l'equip no acabava de funcionar fora de casa i això va fer reaparèixer els fantasmes de 1994. Aquella temporada el Dépor va guanyar 5-2 a Riazor el Reial Madrid, que mesos més tard seria campió d'Europa, i també el Barça de Louis van Gaal (2-1). Amb Songo'o, Djalminha, Pauleta, Fran, Mauro Silva, Donato, Naybet, Turu Flores i Roy Makaay com a protagonistes, el Dépor es va proclamar campió de lliga el 19 de maig de 2000, en un estadi de Riazor ple contra l'Espanyol, després de guanyar 2-0 amb gols de Donato i Makaay. Va tancar la lliga amb cinc punts d'avantatge respecte al segon i tercer classificats, Barça i València CF. La Corunya va esdevenir la segona ciutat més petita, després de Sant Sebastià, que aconseguia un títol de lliga.
Les participacions dels deportivistes a Europa i la Copa del Rei aquella temporada van ser discretes. A la Copa de la UEFA van superar tres eliminatòries i van caure a vuitens de final contra l'Arsenal FC, que era segon a la Premier League anglesa. A la Copa, també va arribar a vuitens, on va ser eliminat per l'CA Osasuna. No obstant, després d'aconseguir el títol de Lliga i de la mà de futbolistes com Molina, Valerón, Diego Tristán, Sergio i molts dels campions de lliga, i també de la mà d'Irureta i Lendoiro, es van viure cinc anys de grans èxits a la Lliga de Campions, amb una eliminació a la semifinal i tres més als quarts de final. A més, es van aconseguir dos subcampionats de Lliga i una altra Copa del Rei l'any 2002.
El títol de Lliga aconseguit la temporada 1999-00 va suposar la classificació directa per primer cop a la història del club per a disputar la Lliga de Campions de la UEFA. La temporada 2000-01 va començar amb un altre títol, la segona Supercopa d'Espanya, guanyada al RCD Espanyol, amb 0-0 al partit d'anada i 2-0 a la tornada a Riazor. A l'estrena dels blanc-i-blaus a la Champions, l'equip va quedar enquadrat a la primera fase al grup E, amb l'Hamburger, el Panathinaikos FC i la Juventus FC, on va acabar primer i sense conèixer la derrota. La segona fase de grups també la va superar com a primer de grup, superant a AC Milan, Paris Saint-Germain FC i Galatasaray. Tot i així, els corunyesos van caure a quarts de final contra el Leeds United. A la Lliga, l'equip va acabar segon a set punts del Reial Madrid, mentre que a la Copa del Rei va caure a setzens de final contra el CD Tenerife.

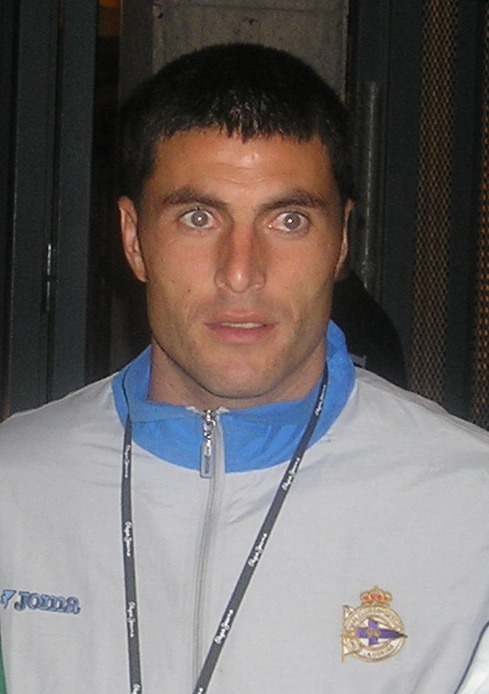
L'andalús Diego Tristán va guanyar un trofeu Pitxitxi amb el Deportivo.

La temporada 2001-02 va acabar de manera semblant a l'anterior. A la segona participació en la Lliga de Campions, l'equip va arribar a quarts de final, on va ser eliminat pel Manchester United FC. A la Lliga, l'equip va lluitar pel títol fins a les últimes jornades i va acabar en segona posició, a set punts del València CF, i amb un Diego Tristán que va ser el Pitxitxi amb 21 gols. No obstant, el major èxit de la temporada va arribar el 6 de març, quan el Deportivo va conquerir la seva segona Copa del Rei contra el Reial Madrid a l'estadi Santiago Bernabéu. Aquell dia l'equip madrileny celebrava el seu centenari i és per això que aquell partit es coneix com el "Centenariazo", per la seva semblança amb el Maracanaço de la final del Mundial de 1950.
Després de conquerir la tercera Supercopa d'Espanya, el Deportivo va acabar la temporada en tercera posició a la Lliga i va arribar a les semifinals de la Copa del Rei. No obstant, a la Lliga de Campions va caure a la segona ronda. Tot i així, aquell any Roy Makaay va guanyar novament el Trofeu Pitxitxi i també la Bota d'Or. La temporada 2003-04, l'equip va acabar també a la tercera posició a la Lliga. Aquell any però, va fer història arribant a les semifinals de la Lliga de Campions. Després d'acabar segon a la fase de grups per darrere de l'AS Monaco, el Dépor va superar la Juventus FC a vuitens de final. A quarts de final, contra l'AC Milan, els corunyesos van perdre el partit d'anada per 4-1 però van aconseguir la remuntada a Riazor (4-0). A les semifinals, el Dépor va caure eliminat contra el FC Porto de José Mourinho, que acabaria sent campió d'aquella edició, amb un empat a zero a l'anada a Portugal i un 0-1 a la tornada.

### Final de cicle
Després de l'etapa daurada del Deportivo, la temporada 2005-06, en la qual celebrava el seu centenari, comença una etapa de transició marcada per la greu crisi econòmica i els deutes. L'arribada de Joaquín Caparrós a la banqueta suposa una autèntica renovació al planter. Molts dels pesos pesats del vestuari, com Molina, Scaloni, Víctor o Diego Tristán abandonen l'equip, que inverteix 9,3 milions d'euros en el fitxatge de 17 jugadors, la majoria joves i amb projecció, com Riki, Filipe Luís, Lopo o Juan Rodríguez. Es produeix també una reformulació dels objectius esportius, centrats ara en la permanència a la categoria. Malgrat obtenir la salvació sense patiments i participar en la Copa Intertoto, el mal joc de l'equip i les diferències amb l'afició, provoquen la destitució del tècnic després de dues temporades.

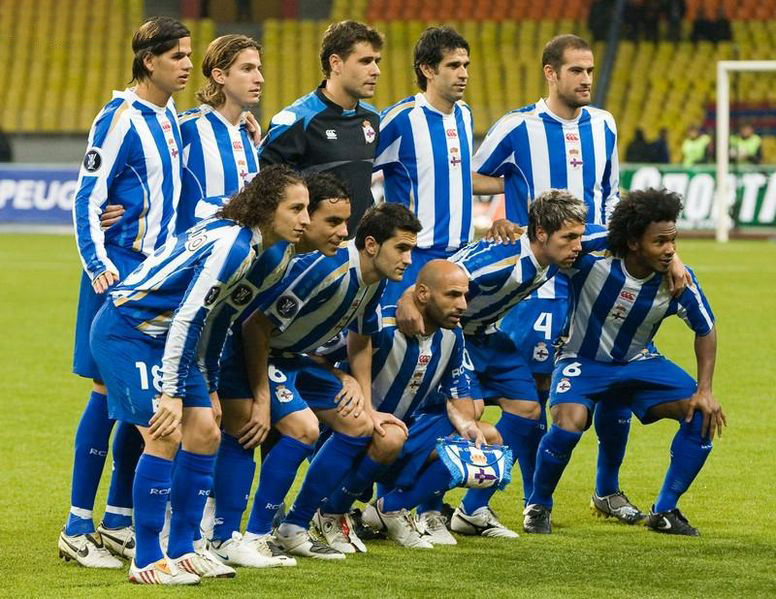
El Deportivo l'any 2008.

La temporada 2007-08 començà l'era de Miguel Ángel Lotina. El mexicà Andrés Guardado va firmar per 7 milions d'euros i Jorge Andrade va marxar a la Juventus FC per 10. Aquella temporada, després d'una primera volta en posicions de descens, l'equip firma una segona volta immillorable, acabant novè i classificant-se per la Copa Intertoto tres anys després de l'última participació europea. En aquesta competició, l'equip va superar el Bnei Sakhnin israelià (1-2 a Israel, 1-0 a la Corunya) i es va classificar per la Copa de la UEFA quatre anys després de l'última participació en la Champions.
La següent temporada, la 2008-09, marcada pels fitxatges de Aranzubia, Zé Castro i Omar Bravo, l'equip acabà en setena posició i a la Copa de la UEFA va caure a setzens de final contra l'Aalborg BK danès. No obstant, aquell any va aconseguir superar el seu etern rival, el Celta de Vigo, a la classificació històrica de la Lliga.
La temporada 2009-10, l'equip ocupa posicions europees durant més de 20 jornades gràcies a una bona primera volta. No obstant, les lesions i una mala ratxa d'11 partits consecutius sense guanyar, porten l'equip a acabar en desena posició. En aquesta temporada destaca el debut de diversos jugadors del Fabril a la Lliga i la Copa. La temporada següent, la 2010-11, l'equip baixa a Segona Divisió després de 20 anys seguits a la màxima categoria. El descens es va produir després de perdre contra el València CF (0-2) l'última jornada. Amb 43 punts, va esdevenir el primer equip en perdre la categoria amb més de 42 punts.

### Darrers anys
Després d'un inici irregular a Segona amb José Luis Oltra a la banqueta, la temporada 2011-12 l'equip es proclama campió de la categoria, aconseguint l'ascens a la penúltima jornada, el 27 de maig. A l'última jornada, el Deportivo assoleix els 91 punts, nou rècord de la categoria, superant el Reial Valladolid que havia aconseguit 88 l'any 2007. No obstant, Oltra va ser destituït la temporada següent, després de sumar 12 punts en els primers 17 partits de Lliga a Primera. Va ser substituït per Domingos Paciência, que no va millorar els resultats de l'equip, que era últim i només va sumar 4 punts en 6 partits. Després d'un mes i mig, va ser destituït també i va ocupar el seu lloc Fernando Vázquez. Tot i que va començar amb un empat i tres derrotes, l'equip va enllaçar quatre victòries consecutives i va tornar a la lluita per la permanència. No obstant, l'equip torna a descendir a Segona Divisió l'última jornada.
Malgrat el descens, Vázquez continua com a entrenador la temporada 2013-14 i el Dépor es proclama campió d'hivern a Segona. El 10 de gener de 2014 va ser un dia clau per al futur del club, que va presentar davant el jutge concursal una proposta de conveni a l'Audiència Provincial de la Corunya, amb el recolzament del 59,44% dels acreditors però no de l'Agència Tributària, principal acreditor. El 21 de gener, Tino Fernández va ser elegit president amb el 72,09% dels vots de la junta d'accionistes. El 31 de maig d'aquell any, l'equip aconsegueix de nou l'ascens a Primera divisió, en una temporada que acaba en segona posició, per darrere de l'SD Eibar.
Tot i que Fernando Vázquez tenia un any més de contracte, el Deportivo va prescindir dels seus serveis per unes declaracions polèmiques. Aquell estiu l'equip fitxa a Víctor Fernández, a qui no acompanyen els resultats. Després de diverses oportunitats, el tècnic és destituït a l'abril amb el Dépor a l'última posició. L'arribada de Víctor Sánchez del Amo suposa una metamorfosi completa de l'equip, que tot i no obtenir resultats molt bons, aconsegueix la salvació a l'última jornada després d'empatar 2-2 al Camp Nou contra el FC Barcelona, amb gols de Lucas Pérez i Diogo Salomão, i diverses intervencions clau del porter Fabricio Agosto.
La salvació de l'equip va propiciar la continuïtat del tècnic madrileny la temporada 2015-16, en la qual van arribar jugadors com Fernando Navarro, Alejandro Arribas, Pedro Mosquera, Cani, Fayçal Fajr, Luis Alberto o Fede Cartabia i va marxar Lucas Pérez. Després d'una bona primera volta en la qual va ocupar posicions europees durant nou jornades, a la segona volta només va ser capaç d'aconseguir dues victòries, l'última a la 37a jornada contra el Vila-real CF (0-2), que va suposar la salvació matemàtica. Tot i així, el tècnic va ser acomiadat i va arribar el basc Gaizka Garitano.
La temporada 2016-2017 comença amb alts i baixos. Ja al 2017 i després de dues derrotes contra Alavés (0-1) i Leganés (4-0), l'equip decideix rescindir el contracte de Garitano, que va ser substituït per Pepe Mel el 28 de febrer. L'entrenador madrileny va aconseguir l'objectiu de la permanència, destacant la victòria per 2-1 a Riazor contra un Barça que portava una raatxa de 19 partits sense perdre a la lliga.
La temporada 2017-2018, l'equip només aconsegueix dues victòries en els primers nou partits, sent un dels equips més golejats del campionat. El 24 d'octubre de 2017, el Deportivo destitueix Pepe Mel i el seu càrrec l'ocupa Cristóbal Parralo, fins llavors entrenador del filial, el Fabril. No obstant, el canvi d'entrenador no fa millorar els resultats de l'equip i el tècnic andalús és destituït el 4 de febrer de 2018, amb l'equip a la 17a posició i després de 3 victòries, 3 empats i 9 derrotes entre Lliga i Copa. L'endemà es va anunciar l'arribada del neerlandès Clarence Seedorf per a dirigir l'equip. A falta de 3 jornades per finalitzar el campionat, el 29 d'abril de 2018, l'equip certifica el seu descens a Segona Divisió.

## Escut
L'escut oficial del club consisteix en un cinturó d'home que rodeja el penó morat de la Sala Calvet i la bandera de Galícia. La corona Reial apareix al centre del penó i sobre l'escut. La tipografia oficial de l'escut és Futura Condensed Extrabold.
Actualment el patrocinador oficial és Estrella Galicia i l'equipació pertany a la marca italiana Macron, havent passat per l'equip equipacions de grans empreses com Umbro, Adidas, Joma i Lotto.

## Himne
Encara que el Deportivo tenia un himne tradicional més antic que l'actual, del 1924 de Maximiliano Smarvanoff, l'aparició del Superdépor i la imatge de renovació del club van portar a la directiva a substituir l'himne històric per un de més modern, compost pel grup corunyès Cacahué. Aquest himne, en estil rock, seria versionat posteriorment per l'Orquestra Simfònica de Galícia. L'any 2006, la banda del camió va compondre l'himne del centenari, que incloïa els noms de grans figures que han passat pel club.
La lletra de l'himne és:
"Y digo Deportivo, 
vamos a ganar este partido
Y digo de Primera 
el Deportivo es directivo 
Vivo- Vivo- Vivo
Vamos a ganar, 
la afición os va a apoyar 
Y vamos a gritar y acompañar 
Pero no hagáis el canel 
Que no nos tomen el pelo, pelo... 
Y digo Deportivo 
vamos a ganar este partido
Y digo de Europa, 
el Deportivo es directivo 
Vivo - Vivo- Vivo 
Y digo Deportivo, 
vamos a ganar este partido
Y digo Deportivo, 
vamos a ganar este partido 
Y digo Deportivo, 
vamos a ganar este partido 
De el mundo 
el Deportivo es directivo 
Vivo - Vivo - Vivo"

## Uniforme
- Uniforme titular: Samarreta a franges verticals blaves i blanques, pantalons blaus amb ratlla blanca, i mitges blaves.
- Uniforme alternatiu: Samarreta negra amb detalls vermells, pantalons negres amb ratlla vermella, i mitges negres.
- Tercer uniforme: Samarreta blanca amb detalls blaus, pantalons blancs amb ratlla blava, i mitges blanques.

## Estadi

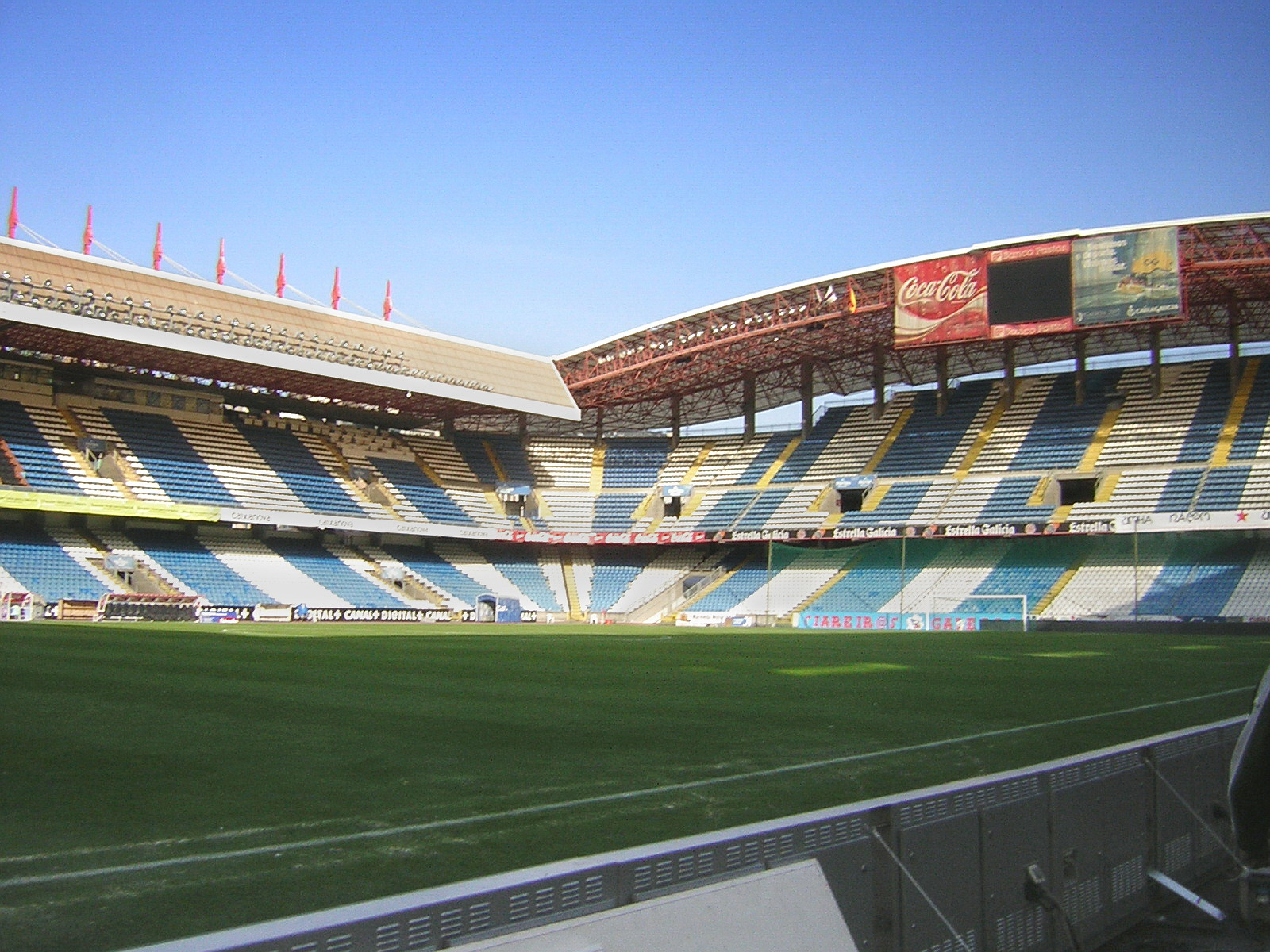
Interior de l'estadi

El Deportivo disputa els seus partits com a local a l'estadi de Riazor, situat a la vora de la platja del mateix nom, a la ciutat de la Corunya. Té una capacitat per 34.600 espectadors i es va inaugurar l'any 1944. L'estadi ha patit dues remodelacions importants, el 1982 amb motiu de la Copa Mundial de futbol, i l'última el 1996.
El Deportivo ha tingut dues etapes de gran afluència de seguidors a Riazor. La primera d'elles entre els anys 1992 i 1997 on l'entrada mitjana era de 25.000 espectadors per una capacitat de 29.000. L'altra etapa correspon a la franja entre els anys 2000 i 2004, en la qual la mitjana se situava vora els 30.000 respecte als 35.000 espectadors totals. Actualment, l'assistència supera lleugerament la meitat de la capacitat, rondant els 18.000 a 20.000 espectadors.
Altres instal·lacions importants són O Mundo do Fútbol, nom amb què es coneix la ciutat esportiva del Deportivo situada a Abegondo, la DeporTienda, la DeporClínica, el Playa Club i el gimnàs Zonafit.

## Estadístiques
- Temporades a 1a: 46.
- Temporades a 2a: 41.
- Temporades a 2a B: 2. (incloent la temporada 2020-21)
- Temporades a 3a: 1.
- Participacions en competicions europees: 13.
  - 5 a la Lliga de Campions (consecutives)
  - 5 a la Copa de la UEFA
  - 1 a la Recopa d'Europa
  - 2 a la Copa Intertoto
- Classificació històrica de la lliga: 11è.
- Classificació dels 200 millors clubs europeus del segle xx de l'IFFHS: 171è
- Millor classificació a la Lliga de Campions: Semifinal (temporada 2003-04)
- Millor classificació a la Recopa d'Europa: Semifinal (temporada 1995-96)
- Millor classificació a la Copa de la UEFA: Vuitens de final (temporades 1993-94, 1994-95 i 1999-00)
- Millor classificació a la Copa Intertoto: Campió (temporada 2007-08)

### A Primera Divisió
- Partits jugats: 1340.
- Victòries: 522.
- Empats: 324.
- Derrotes a 1a:  494.
- Millor posició: 1r (temporada 1999-00)
- Pitjor posició: 17è (temporades 1972-73 i 1991-92)
- Posició més repetida: 2n en 5 ocasions, 14è en 5 ocasions
- Millor ratxa sense perdre: 22 partits (jornada 27a 1993-94 a jornada 10a 1994-95)
- Millor ratxa sense perdre en una mateixa temporada: 17 partits (jornades 1a-17a 1996-97)
- Major victòria com a local a la Lliga

| Deportivo | 11–1 | UE Lleida |
| --------- | ---- | --------- |
|           |      |           |

 Estadi de Riazor, (La Corunya)        
- Major victòria com a visitant a la Lliga

| Albacete Balompié | 2–8 | Deportivo |
| ----------------- | --- | --------- |
|                   |     |           |

 Estadi Carlos Belmonte, (Albacete)        
- Major derrota com a local a la Lliga

| Deportivo | 0–8 | FC Barcelona |
| --------- | --- | ------------ |
|           |     |              |

 Estadi de Riazor, (La Corunya)        
- Major derrota com a visitant a la Lliga

| RCD Espanyol | 7–0 | Deportivo |
| ------------ | --- | --------- |
|              |     |           |

 Estadi de Sarrià, (Barcelona)        

## Palmarès

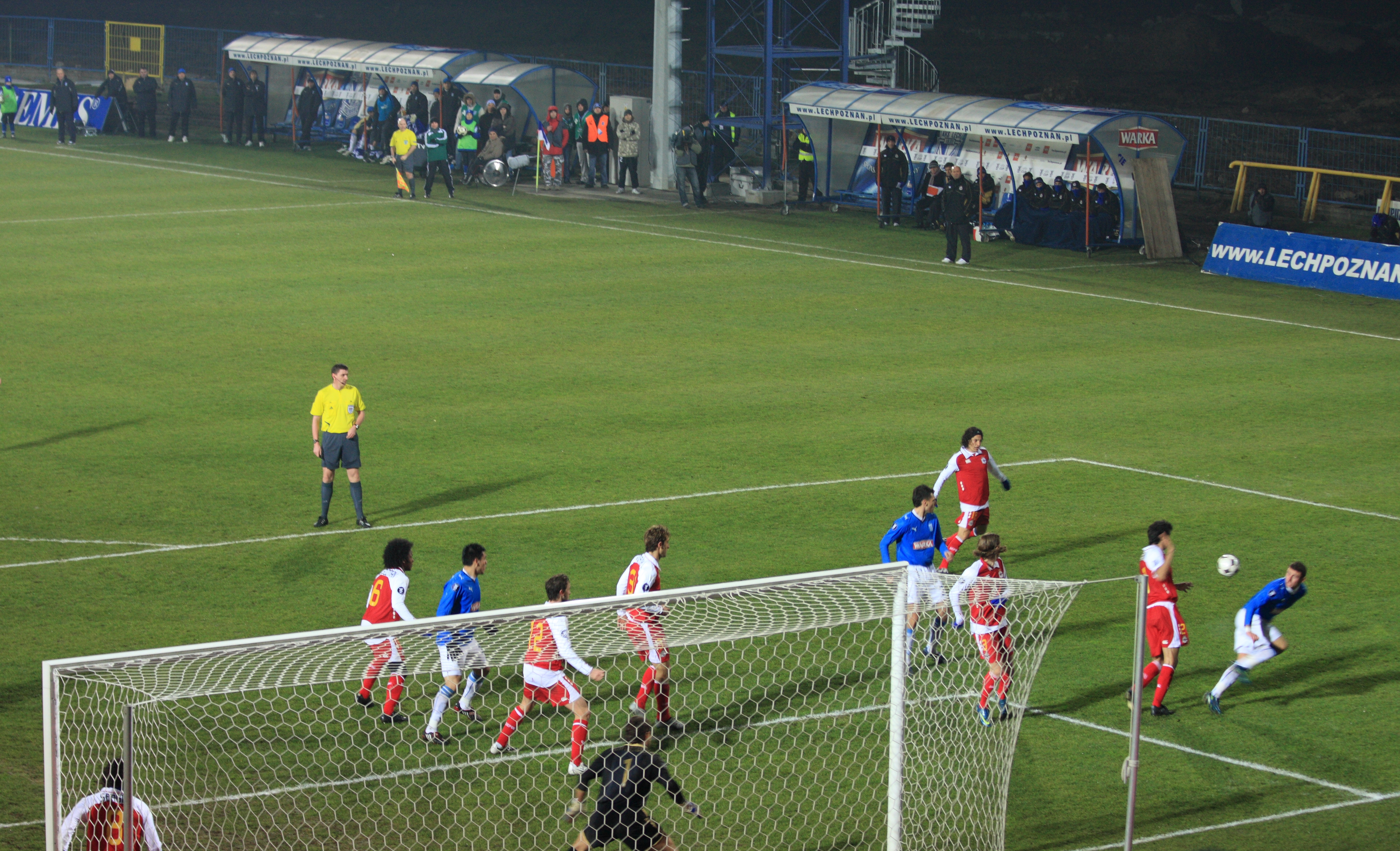
Partit de Copa de la UEFA entre el Deportivo i el Lech Poznań, el 2008.

### Torneigs gallecs
- Campionat de Galícia: 6 (1926-27, 1927-28, 1930-31, 1932-33, 1936-37, 1939-40)
- Subcampió del Campionat de Galícia: 6 (1924-25, 1925-26, 1929-30, 1931-32, 1933-34, 1938-39)
- Subcampió de la Copa Galícia: 1 (2007-08)

### Torneigs espanyols
- Lliga d'Espanya (1): (1999-00)
- Copa del Rei (2): (1994-95, 2001-02)
- Supercopa d'Espanya (3): (1995, 2000, 2002)
- Subcampió de Lliga: 5 (1949-50, 1993-94, 1994-95, 2000-01, 2001-02)

#### Altres torneigs
- Segona Divisió espanyola: 5 (1961-62, 1963-64, 1965-66, 1967-68, 2011-12)
- Segona Divisió Grup 1: 1 (1939-40)
- Lliga d'ascens a Primera: 1 (1952-53)
- Tercera Divisió d'Espanya: 1 (1974-75)
- Primera Federació: 1 (2023-24)
- Copa de Campions Juvenil: 1 (1995-96)
- Subcampió de Segona Divisió: 5 (1940-41, 1945-46, 1947-48, 1990-91, 2013-14)
- Subcampió de la Copa de la Lliga de Segona Divisió: 1 (1982-83)
- Subcampió de Segona Divisió B: : 1 (1980-81)

### Torneigs internacionals
- Subcampió de la Copa Intertoto de la UEFA: 1 (2005)
- Semifinalista de la Lliga de Campions: 1 (2003-04)
- Semifinalista de la Recopa d'Europa: 1 (1995-96)

## Jugadors

### Plantilla 2025-26
A 16 agost 2025
| N. | Pos. | Nac. | Jugador                 |
| -- | ---- | --- | ----------------------- |
| 1  | POR  | [[Fitxer:Flag of the Valencian Community (2x3).svg\|23x15px\|border \|alt=País Valencià\|link=Selecció de futbol del País Valencià\|{{#if:\|]] | Germán Parreño          |
| 2  | MIG  | [[Fitxer:Flag of Australia (converted).svg\|23x15px\|border \|alt=Austràlia\|link=Selecció de futbol d'Austràlia\|{{#if:\|]]                   | Denis Genreau           |
| 3  | DEF  | [[Fitxer:Flag of Catalonia.svg\|23x15px\|border \|alt=Catalunya\|link=Selecció de futbol de Catalunya\|{{#if:\|]]                              | Arnau Comas             |
| 4  | DEF  | [[Fitxer:Flag of Belgium (civil).svg\|23x15px\|border \|alt=Bèlgica\|link=Selecció de futbol de Bèlgica\|{{#if:\|]]                            | Lucas Noubi             |
| 5  | DEF  | [[Fitxer:Flag of Spain.svg\|23x15px\|border \|alt=Espanya\|link=Selecció de futbol d'Espanya\|{{#if:\|]]                                       | Dani Barcia             |
| 7  | DAV  | [[Fitxer:Flag of Spain.svg\|23x15px\|border \|alt=Espanya\|link=Selecció de futbol d'Espanya\|{{#if:\|]]                                       | Diego Gómez             |
| 8  | MIG  | [[Fitxer:Flag of Spain.svg\|23x15px\|border \|alt=Espanya\|link=Selecció de futbol d'Espanya\|{{#if:\|]]                                       | Diego Villares (capità) |
| 9  | DAV  | [[Fitxer:Flag of the Netherlands.svg\|23x15px\|border \|alt=Països Baixos\|link=Selecció de futbol dels Països Baixos\|{{#if:\|]]              | Zakaria Eddahchouri     |
| 10 | DAV  | [[Fitxer:Flag of Spain.svg\|23x15px\|border \|alt=Espanya\|link=Selecció de futbol d'Espanya\|{{#if:\|]]                                       | Yeremay Hernández       |
| 11 | DAV  | [[Fitxer:Flag of Spain.svg\|23x15px\|border \|alt=Espanya\|link=Selecció de futbol d'Espanya\|{{#if:\|]]                                       | David Mella             |
| 12 | DEF  | [[Fitxer:Flag of Italy.svg\|23x15px\|border \|alt=Itàlia\|link=Selecció de futbol d'Itàlia\|{{#if:\|]]                                         | Giacomo Quagliata       |
| 13 | POR  | [[Fitxer:Flag of Spain.svg\|23x15px\|border \|alt=Espanya\|link=Selecció de futbol d'Espanya\|{{#if:\|]]                                       | Eric Puerto             |

| N. | Pos. | Nac. | Jugador                                |
| -- | ---- | --- | -------------------------------------- |
| 15 | DEF  | [[Fitxer:Flag of Spain.svg\|23x15px\|border \|alt=Espanya\|link=Selecció de futbol d'Espanya\|{{#if:\|]]                                 | Miguel Loureiro                        |
| 16 | MIG  | [[Fitxer:Flag of Spain.svg\|23x15px\|border \|alt=Espanya\|link=Selecció de futbol d'Espanya\|{{#if:\|]]                                 | José Gragera (cedit pel RCD Espanyol)  |
| 17 | DAV  | [[Fitxer:Flag of Spain.svg\|23x15px\|border \|alt=Espanya\|link=Selecció de futbol d'Espanya\|{{#if:\|]]                                 | Cristian Herrera                       |
| 18 | DEF  | [[Fitxer:Flag of Spain.svg\|23x15px\|border \|alt=Espanya\|link=Selecció de futbol d'Espanya\|{{#if:\|]]                                 | Sergio Escudero                        |
| 19 | DAV  | [[Fitxer:Flag of Spain.svg\|23x15px\|border \|alt=Espanya\|link=Selecció de futbol d'Espanya\|{{#if:\|]]                                 | Luismi Cruz                            |
| 20 | MIG  | [[Fitxer:Flag of Spain.svg\|23x15px\|border \|alt=Espanya\|link=Selecció de futbol d'Espanya\|{{#if:\|]]                                 | José Ángel                             |
| 21 | MIG  | [[Fitxer:Flag of Spain.svg\|23x15px\|border \|alt=Espanya\|link=Selecció de futbol d'Espanya\|{{#if:\|]]                                 | Mario Soriano                          |
| 22 | DAV  | [[Fitxer:Flag of Morocco.svg\|23x15px\|border \|alt=Marroc\|link=Selecció de futbol del Marroc\|{{#if:\|]]                               | Mohamed Bouldini                       |
| 23 | DEF  | [[Fitxer:Flag of the Balearic Islands.svg\|23x15px\|border \|alt=Illes Balears\|link=Selecció de futbol de les Illes Balears\|{{#if:\|]] | Ximo Navarro                           |
| 25 | POR  | [[Fitxer:Flag of Austria.svg\|23x15px\|border \|alt=Àustria\|link=Selecció de futbol d'Àustria\|{{#if:\|]]                               | Daniel Bachmann (cedit pel Watford FC) |
| 28 | MIG  | [[Fitxer:Flag of England.svg\|23x15px\|border \|alt=Anglaterra\|link=Selecció de futbol d'Anglaterra\|{{#if:\|]]                         | Charlie Patino                         |
| 35 | MIG  | [[Fitxer:Flag of Spain.svg\|23x15px\|border \|alt=Espanya\|link=Selecció de futbol d'Espanya\|{{#if:\|]]                                 | Rubén López                            |

### Jugadors històrics destacats
- Juan Acuña
- Adolfo Aldana Torres
- Amancio
- Bebeto
- Francisco Buyo
- Claudio Barragán
- Fabricio Coloccini
- Chacho
- Diego Tristán
- Djalminha
- Miroslav Đukić
- Donato Gama da Silva
- Fran González
- Jorge Andrade
- Andrés Guardado
- Slaviša Jokanović
- Julio Salinas
- Francisco Liaño
- Luis Suárez
- Roy Makaay
- Mauro Silva
- José Francisco Molina
- Pedro Munitis
- Noureddine Naybet
- Juan Ignacio Otero
- Mustapha Hadji
- Pahiño
- Rivaldo
- Txiki Begiristain
- Juan Carlos Valerón
- Joan Capdevila i Méndez

### Distincions individuals a futbolistes

#### Pitxitxis
| Temporada | Jugador       | Gols | Notes     |
| --------- | ------------- | ---- | --------- |
| 1992-93   | Bebeto        | 29   |           |
| 2001-02   | Diego Tristán | 21   |           |
| 2002-03   | Roy Makaay    | 29   | Bota d'Or |

#### Zamores
| Temporada | Jugador            | Partits | Gols | Coeficient | Notes                          |
| --------- | ------------------ | ------- | ---- | ---------- | ------------------------------ |
| 1941-42   | Juan Acuña         | 26      | 37   | 1.42       |                                |
| 1942-43   | Juan Acuña         | 25      | 31   | 1.24       |                                |
| 1949-50   | Juan Acuña         | 22      | 29   | 1.31       |                                |
| 1950-51   | Juan Acuña         | 26      | 36   | 1.38       |                                |
| 1953-54   | Juan Ignacio Otero | 25      | 35   | 1.40       |                                |
| 1992-93   | Francisco Liaño    | 37      | 31   | 0.83       | Igualat amb Santiago Cañizares |
| 1993-94   | Francisco Liaño    | 38      | 18   | 0.47       | Coeficient històric més baix   |
| 1996-97   | Jacques Songo'o    | 37      | 28   | 0.76       |                                |

#### Bota d'Or
- Roy Makaay: 2003 (29 gols)

#### Premis Don Balón
- Millor jugador espanyol:  Fran (1992-93)[39]
- Millor jugador estranger:  Miroslav Đukić (1992-93)[39]

### Golejadors històrics per temporades
- Bebeto: 29 gols (1992-93)
- Roy Makaay: 29 gols (2002-03)
- Bebeto: 25 gols (1995-96)
- Roy Makaay: 22 gols (1999-00)
- Rivaldo: 21 gols (1996-97)
- Diego Tristán: 20 gols (2001-02)
- Diego Tristán: 19 gols (2000-01)
- Manuel Fernández: 18 gols (1954-55)

## Entrenadors
Els últims entrenadors del Deportivo han estat:
| - Eusebio Ríos (1986-1988) - Oleg Romantsev (1991) - Marco Antonio Boronat (1991-92) - John Benjamin Toshack (1995-1997) - Carlos Alberto Silva (1996-1998) - José Manuel Corral (1997-98) - Javier Irureta (1998-2005) - Joaquín Caparrós (2005-07) - Miguel Ángel Lotina (2007-2011) - José Luis Oltra (2011-2012) - Domingos Paciência (2012-2013) - Fernando Vázquez (2013-2014) | - Víctor Fernández (2014-2015) - Víctor Sánchez (2015-2016) - Gaizka Garitano (2016-2017) - Pepe Mel (2017) - Cristóbal Parralo (2017-2018) - Clarence Seedorf (2018) - Natxo González (2018-2019) - Josep Lluís Martí (2019) - Juan Antonio Anquela (2019) - Luis César Sampedro (2019) - Fernando Vázquez (2020-2021) - Rubén de la Barrera (2021-) |

## Presidents
El Deportivo ha tingut un total de 44 presidents al llarg de la seva història. L'actual president és Fernando Vidal, escollit pels accionistes el 14 de gener de 2020, en substitució de Paco Zas.
El primer president va ser Luis Cornide Quiroga i el més conegut, Augusto César Lendoiro, que va ocupar el càrrec durant 25 anys, sent el mandat més llarg de la història dels grans clubs del futbol espanyol. Durant el seu mandat, el Deportivo va guanyar els seus sis títols i va destacar a les competicions europees. Lendoiro va ser substituït el 21 de gener de 2014 per Tino Fernández, que va destacar per la seva bona gestió econòmica, salvant l'equip de la desaparició.

## Equip filial
L'equip filial del Deportivo és el Fabril, fundat el 1914. Actualment juga a la Tercera Divisió però ha jugat diverses temporades a Segona B, disputant en quatre ocasions la promoció d'ascens a Segona sense èxit. Molts dels jugadors que han passat en les últimes temporades pel primer equip han sortit del Fabril.